# Église Saint-Nicolas-du-Louvre
Pour les articles homonymes, voir Église Saint-Nicolas.
L'église Saint-Nicolas-du-Louvre est une église disparue de Paris. Elle était située sur la Rive Droite de la Seine à proximité du palais du Louvre et du port Saint-Nicolas. Elle était voisine de l'église Saint-Thomas-du-Louvre.

## Situation
L'église Saint-Nicolas-du-Louvre était située rue des Orties-du-Louvre, également nommée rue Saint-Nicolas-du-Louvre. Cette rue longeait la grande galerie du palais du Louvre. Le collège donnait lui sur la rue Froidmanteau (rue du Musée après 1839). L'ensemble de ce secteur a été rasé au XIXe lors des travaux de l'achèvement du Louvre. L'église se trouvait dans l'angle sud-ouest de la cour Visconti (département des arts de l'Islam du musée du Louvre).

Situation de l'église
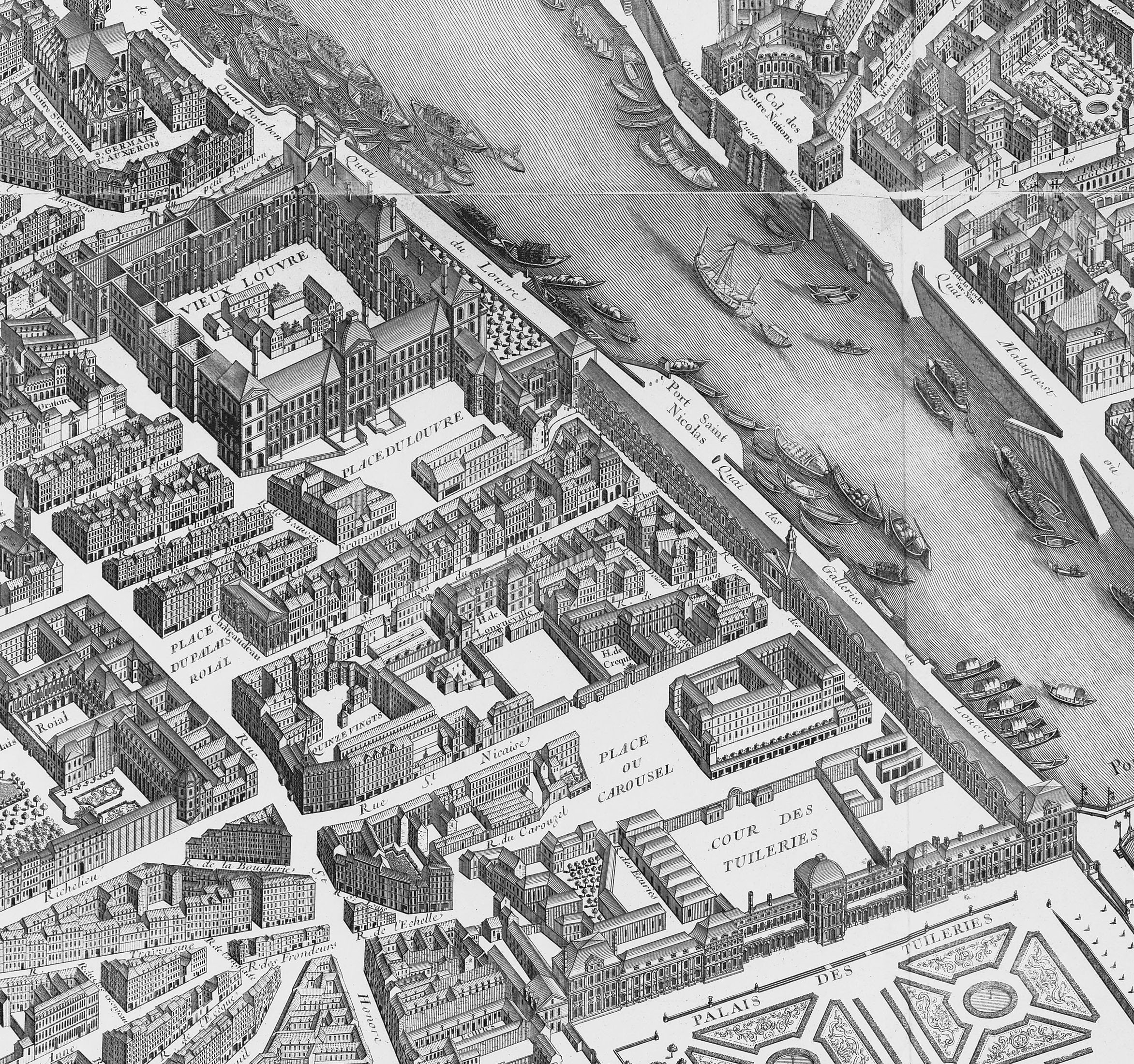
Plan de Turgot, 1739
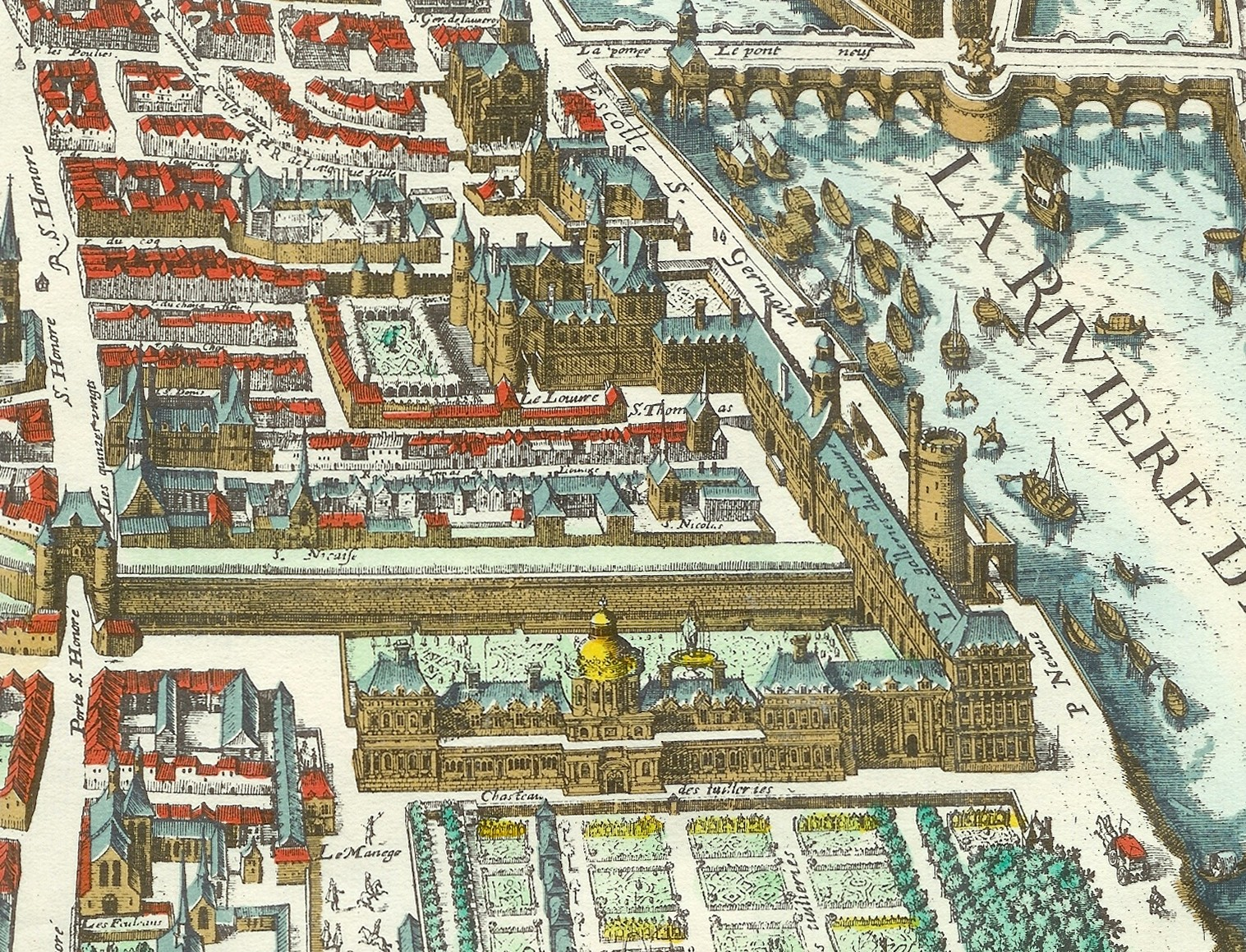
Plan de Mérian, 1615 (Saint-Nicolas et Saint-Thomas sont interverties)

## Histoire
Robert Ier, comte de Dreux, fonde l'église Saint-Thomas-du-Louvre sur les dépendances du manoir de la Petite-Bretagne qui était construit sur le fief de Ville-l'Évêque. Il fonde également un hôpital et un collège. En 1209, le pape Innocent III y fait entrer des écoliers indigents. Après un conflit entre le chapitre de Saint-Thomas et le proviseur du collège, les biens du comte de Dreux sont séparés entre les deux établissements. En 1217, le pape autorise le collège à établir une chapelle et un cimetière. La chapelle est dédiée à saint Nicolas. Le collège et l'hôpital sont renommés hôpital des pauvres écoliers de Saint-Nicolas-du-Louvre. À la fin du XIIIe, le collège était constitué d'un proviseur, d'un chapelain et de quinze boursiers. En 1350, on compte deux chapelains et dix-huit boursiers. 
Le 25 juillet 1541, Jean du Bellay, évêque de Paris, supprime le collège et l'érige en chapitre composé d'un prévôt et de quinze chanoines. Ce chapitre est réuni en 1740 à celui de l'église Saint-Thomas-du-Louvre pour former le chapitre de l'église Saint-Louis-du-Louvre, construite à l'emplacement de l'église Saint-Thomas. L'église Saint-Nicolas est alors abandonnée. Elle est démolie peu avant la révolution.